# (15375) Laetitiafoglia
(15375) Laetitiafoglia est un astéroïde de la ceinture principale.

## Description
(15375) Laetitiafoglia est un astéroïde de la ceinture principale. Il fut découvert le 30 janvier 1997 à Cima Ekar par Ulisse Munari et Maura Tombelli. Il présente une orbite caractérisée par un demi-grand axe de 2,27 UA, une excentricité de 0,06 et une inclinaison de 4,5° par rapport à l'écliptique.

## Compléments